# Prost broj Sophie Germain
Za broj p kažemo da je Sophiein prosti broj ako vrijedi da su p i 2p+1 također prosti brojevi. Na primjer 23 je Sophiein prosti broj, jer je prosti broj, a 2 × 23 + 1 = 47 je također prosti broj.
Prvih nekoliko Sophieinih prostih brojeva su: 2, 3, 5, 11, 23, 29, 41, 53, 83, 89, 113, 131, …
Nije poznato je li beskonačan broj sophieinih prostih brojeva, ali najveći poznati broj je p=137211941292195*2na171960 -1 , koji ima 51780 decimalnih znamenaka. Drugi najveći Sophiein prosti broj je p=7068555*2na121301 -1, koji ima 36523 decimalnih znamenaka. 
Godine 1825., Sophie Germain je dokazala da je prvi slučaj Fermatovog posljednjeg teorema istinit za njezine proste brojeve.